# Ole Georg Gjøsteen
Ole Georg Gjøsteen, född 9 februari 1854 i Stord, död 19 juni 1936 i Oslo, var en norsk politiker.
Gjøsteen var utbildad instrumentmakare och anställdes 1875 som assistent vid Kristiania universitets fysiska institution; 1878 inrättade han även en verkstad för fysikaliska apparater. Han tillhörde dem som under 1870-talet förespråkade radikal arbetarpolitik och deltog i början av 1880-talet i organiserandet av Venstre i Kristiania. Han var medlem av Venstres styrelse och ivrade särskilt för allmän rösträtt. Åren 1888–91 var han ordförande för De forenede norske Arbejdersamfund och 1892–93 ordförande for Arbeiderpartiet. 
År 1895 invaldes Gjøsteen i Kristiania skolstyrelse, vars ordförande han var i en rad år, och 1896 i formannskapet. Han var främst intresserad av skolfrågor och framlade sitt program, delvis genomfört i lag, i olika skrifter. Han bidrog kraftigt till att de tidigare privata lärdomsskolorna övertogs av det allmänna.
Av Gjøsteens skrifter kan nämnas Arbejderpartiets program ang. samfundets barneskole (1904), Samfundets barneskole (1914) till förmåml för en åttaårig folkskola, En for alle samfundets børn tvungen skole (1915) och en broschyr om Arbeiderpartiets skolprogram (1919). Tillsammans med O.J. Hoversholm utgav han Haandbok for lærere i fysik ved barne- og ungdomsskolen (tre band).

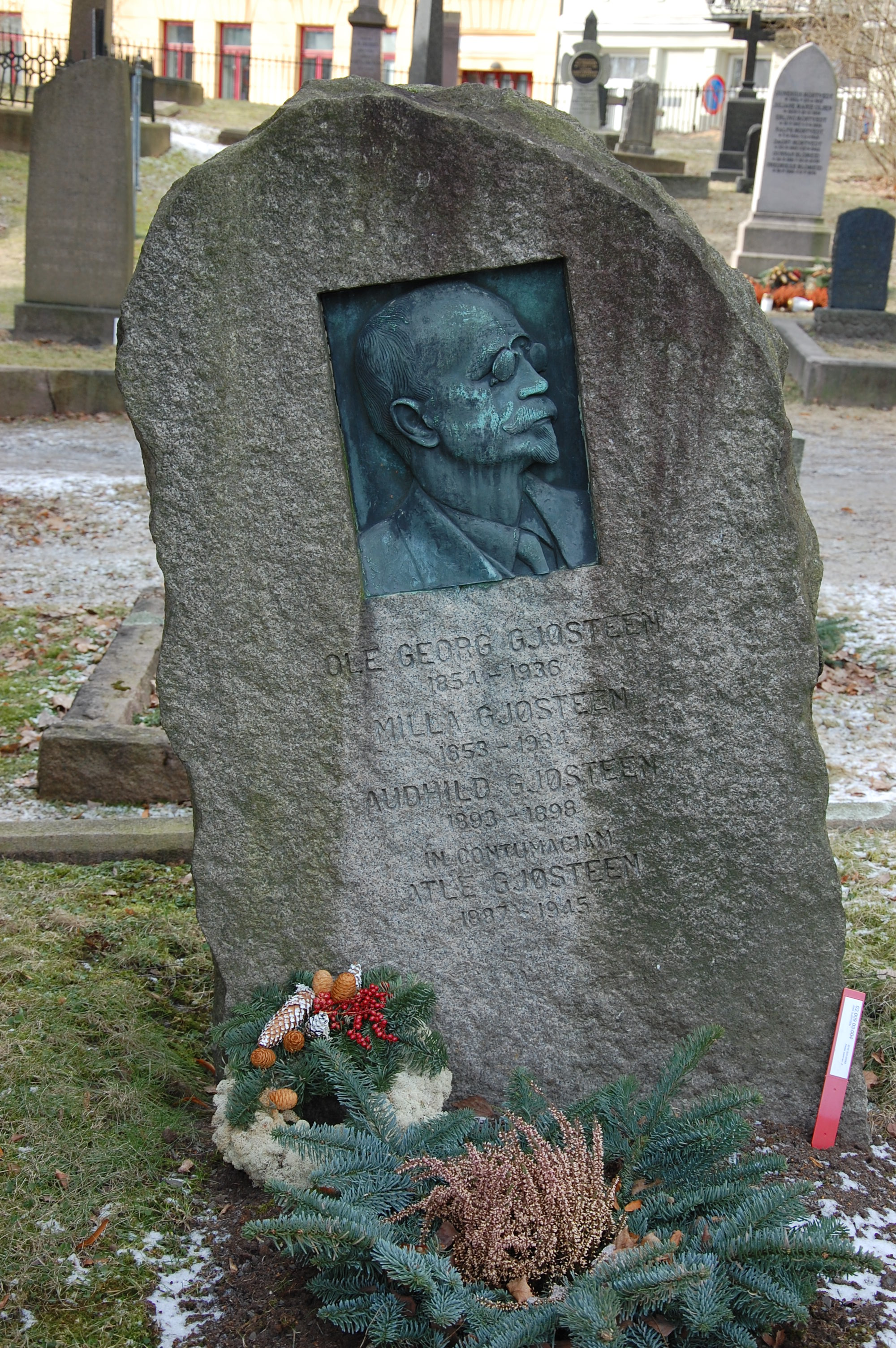